# Dracocephalum origanoides
Dracocephalum origanoides là một loài thực vật có hoa trong họ Hoa môi. Loài này được Steph. ex Willd. mô tả khoa học đầu tiên năm 1800.